# Nº2 ZAO Novoserguíyevskoye
La sección Nº2 del ZAO "Novosergíevskoye" (del ruso: Отделения № 2 ЗАО «Новосергиевское») es un posiólok del raión de Krylovskaya del krai de Krasnodar de Rusia. Está situado 24 km al nordeste de Krylovskaya y 170 km al nordeste de Krasnodar, la capital del krai. Tenía 109 habitantes en 2010
Pertenece al municipio Novosergiévskoye.